# Horacio Molina
Horacio Manuel Molina (Buenos Aires, 2 de septiembre de 1935-Buenos Aires., 11 de septiembre de 2018) fue un cantante argentino, dedicado al tango.

## Biografía
Comenzó en la década de 1960, cuando sólo cantaba bolero y bossa nova. Fue contratado por RCA Víctor en 1961, participó en programas televisivos como Sábados circulares, de Pipo Mancera y compartió escenario con figuras de la talla de Astor Piazzolla y Eladia Blázquez. 
En 1970 trabajó como empresario en La Fusa y convoca a Vinícius de Moraes para dar recitales en Mar del Plata y Punta del Este y a Chico Buarque, Toquinho y Dorival Caymmi.
Se dedicó por entero al tango desde 1975, en esta nueva etapa discográfica, grabó con músicos como Antonio Agri, Enrique "Kicho" Díaz, Fernando Suárez Paz y Walter Ríos, bajo la dirección del maestro Oscar Cardozo Ocampo. 
En 1978 decidió irse a vivir a Francia, donde continuó con su labor de 1980 a 1983.
Representó a Argentina en el XXI Festival Internacional de la Canción OTI con la canción Lo vivido.
Miembro de la Academia Nacional de Tango, fue uno de los cantantes argentinos de tango con más reconocimiento internacional. 
Falleció el 11 de septiembre de 2018. Estuvo casado con la actriz y modelo Chunchuna Villafañe, con quien tuvo a sus dos hijas Juana e Inés.

## Discografía
Simples
- Sangre y razón (Walter Ordóñez-Don Mike-Dante Amicarelli) / Desnivel (Chico Novaro-H. Becerra), RCA Victor Nº 31A-0276 (Septiembre 1963)
- Sabor de sal (Sábore di sale) (G. Paoli - vers. cast. Ben Molar) / Roberta (Nadeo Luiggi-Paolo Lépari- vers. cast. Ben Molar), RCA Victor Nº 31A-0314 (1964)
- Diez minutos más (Gabriel Ruiz-José Antonio Zorrilla) / Traicionera (Gonzalo Curiel) (con José Carli y su Orquesta), CBS 321343 (1965)
- El derecho de amar (Il diritto di amare) (Albinoni-Lunero-Pallavicini) / Los que esperan amor (Vico Berti), CBS 21530
- Tú (José María Contursi-José Dames) / Yuyo verde (Domingo Federico-Homero A. Expósito), CBS 21709
- Los ejecutivos (María Elena Walsh) / El 45 (María Elena Walsh) (con Oscar Cardozo Ocampo y su orquesta), CBS 21901
- Tu oculta sonrisa (Jorge López Ruiz) / Poema de amor (Joan Manuel Serrat) (con Jorge López Ruiz y su orquesta), CBS 21943 (1968)
- "Horacio Molina con sus hijitas Juana e Inés": Te regalo esta canción (Horacio Molina con Juana Molina) / Eso eres mamá (Horacio Molina con Inés Molina), CBS 21986 (1968)
- La cruz de una pena (Tema del teleteatro "La Cruz de Marisa Cruces") (Horacio Molina) / Relax (Horacio Molina), CBS 22067 (1969)

EPs
- Tengo (Pérez-Precci-Majul) - Amor y decepción (Sergio Mihanovich) / Sangre y razón (Walter Ordóñez-Don Mike-Dante Amicarelli) - Escuchen bien, RCA Victor 3AE-3156 (33 EP) (Septiembre 1963)
- Respírame cerca (J. Finkel-H.Becerra) - Desnivel (Chico Novarro-H. Becerra) / Quatro estaciones (Eladia Blasquez) - Roberta (Nadeo Luiggi-Paolo Lépari- vers. cast. Ben Molar), RCA Victor TP-176 (45 EP) (1964 - editado en Portugal)

LPs
- Horacio Molina (1964), RCA Victor
- Íntimamente (1965), CBS
- Te esperaré mañana... (1966), CBS
- A la manera de... Horacio Molina (1969), CBS
- Por los amigos (1976), CBS
- Volver... (1977), CBS
- L'homme étrange (1981), Accord ACV 130032
- ...Y seguí cantando (1981), Epic
- Tango canción (1981), ADDA (Francia) (compilado francés con temas de los discos "Por los amigos" y "Volver...")
- Tangos (1984), ADDA (Francia) / Philips (Argentina)
- Hoy (1987), Confluencia
- Clásicos: Tangos (1989), Confluencia

CDs
- Tango canción (1992), Confluencia (compilado con el disco "Tangos" y temas de "Volver")
- Ecos (1994), DBN
- Tango (1997), DBN
- Barrio reo (1999), DBN
- A pedido (2005), Acqua Records / Naxos of America
- Tango esencial (2006) (grabado en vivo en el Teatro Regio, Buenos Aires, 1° de marzo de 2005), Mañana
- Mis 30 mejores canciones (2007), DBN (compilado, contiene algunos temas editados en simples: Yuyo verde, El 45, Serenata para la tierra de uno)
- Buenos amigos (2007), Acqua Records
- Mil recuerdos (2009), DBN (contiene algunos temas previamente editados en "L'homme étrange")
- Alfredo Le Pera por Horacio Molina (2010), DBN
- Nosotros: En vivo (con Amelita Baltar) (2010), Epsa Music